# Премия Муз-ТВ 2019
17-я национальная премия в области популярной музыки Муз-ТВ 2019 состоялась 7 июня 2019 года в Москве во Дворце спорта «Мегаспорт». Режиссёром премии стал Олег Боднарчук, который уже делал шоу для главной музыкальной премии в 2013 и 2014 годах.

## Ведущие шоу
4 марта 2019 года состоялся пресс-завтрак Премии Муз-ТВ 2019. Музыка объединяет, на которой был объявлен список ведущих. Ими стали Максим Галкин, Михаил Галустян и Александр Ревва. 10 апреля 2019 года на гала-ужине было объявлено имя четвёртой ведущей. Ей стала Лера Кудрявцева. 30 апреля 2019 года в эфире телеканала было названо имя пятой ведущей. Ей стала Ксения Собчак. Премию впервые провели пять ведущих.

## Смена места проведения

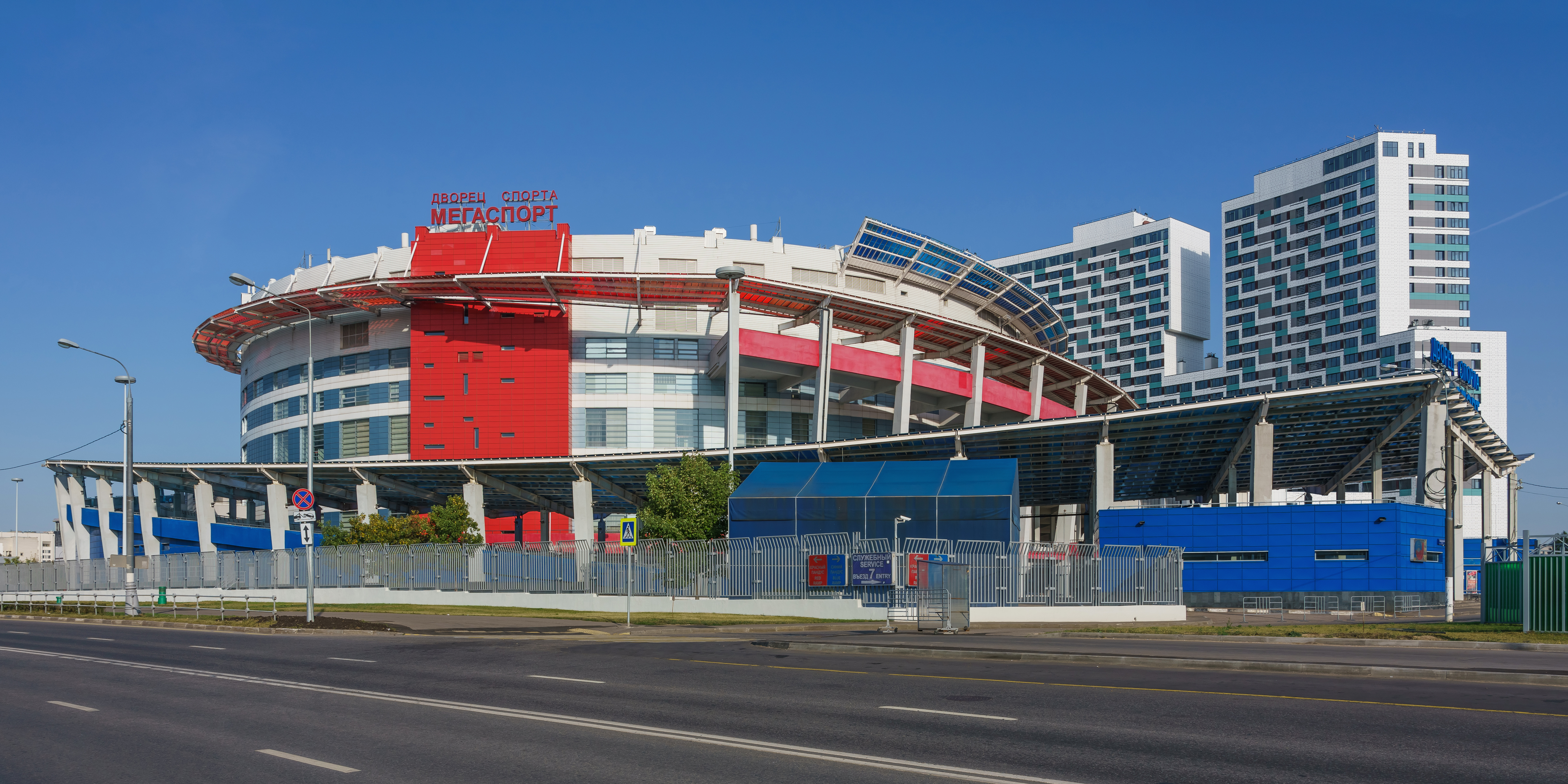
Дворец спорта «Мегаспорт» — место проведения «Премии Муз-ТВ 2019. Музыка объединяет» в 2019 году.

Традиционным местом проведения «Премии Муз-ТВ» с 2003 по 2014 и с 2016 до 2018 годов являлся московский спортивный комплекс «Олимпийский», но из-за того, что спорткомплекс закрыли на реконструкцию, 29 января 2019 года генеральный директор телеканала «МУЗ-ТВ» и по совместительству директор «Премии МУЗ-ТВ» Арман Давлетьяров сделал заявление, что церемония награждения в 2019 году пройдёт тоже в Москве, но в дворце спорта «Мегаспорт»:

«Друзья! Рад сообщить Вам, что XVII Ежегодная национальная музыкальная Премия в области популярной музыки „Премия МУЗ-ТВ 2019“ в этом году состоится 7 июня во Дворце спорта „Мегаспорт“!».— 

## Выступления
| Исполнитель                      | Песня                         | Разные хиты |
| -------------------------------- | ----------------------------- | ----------- |
| CYGO                             | «Panda E»                     | Мегамикс    |
| Мари Краймбрери                  | «Amore»                       | Мегамикс    |
| Звонкий                          | «Голоса»                      | Мегамикс    |
| Zivert                           | «Life»                        | Мегамикс    |
| Григорий Лепс feat. Emin         | «Розы»                        |             |
| Валерия feat. Егор Крид          | «Часики»                      |             |
| Макс Барских                     | «Неземная»                    |             |
| MARUV                            | «Siren Song»                  |             |
| Ержан Максим                     | «All By Myself»               |             |
| Дима Билан                       | «Молния»                      |             |
| Alekseev                         | «Как Ты Там»                  |             |
| Лолита                           | «Раневская»                   |             |
| Димаш Кудайберген и Игорь Крутой | «Любовь Уставших Лебедей»     |             |
| Димаш Кудайберген и Игорь Крутой | «Mademoiselle Hyde»           |             |
| Rauf & Faik                      | «Детство»                     | Мегамикс    |
| RASA                             | «Под Фонарём»                 | Мегамикс    |
| Ольга Бузова                     | «Танцуй Под Бузову»           | Мегамикс    |
| A’Studio feat. The Jigits        | «Прощай»                      |             |
| Филипп Киркоров feat. Егор Крид  | «Цвет настроения Чёрный»      |             |
| Полина Гагарина                  | «Выше Головы»                 |             |
| Стас Михайлов feat. Жасмин       | «Любовь-Призрак»              |             |
| ВладиМир                         | «Только Мне Решать»           |             |
| Artik & Asti ft. Артём Качер     | «Грустный Дэнс»               |             |
| Ани Лорак                        | «Сон»                         |             |
| LOBODA                           | «Хиросима»                    | Мегамикс    |
| LOBODA                           | «#1»                          | Мегамикс    |
| LOBODA                           | «В зоне риска»                | Мегамикс    |
| LOBODA                           | «Пуля-Дура»                   | Мегамикс    |
| LOBODA                           | «К Чёрту Любовь»              | Мегамикс    |
| LOBODA                           | «Instadrama (remix by MARUV)» | Мегамикс    |
| LOBODA                           | «SuperSTAR»                   | Мегамикс    |

## Номинанты и победители
Номинанты были объявлены 10 апреля 2019 года в 18:00 на сайте телеканала. Победители отмечены галочкой.
| Лучшая песня | Лучшее видео |
| --- | --- |
| - CYGO — «Panda E» - KAZKA — «Плакала» - Тима Белорусских — «Мокрые кроссы» - Лёша Свик — «Малиновый свет» - Макс Барских — «Берега» - LOBODA — «SuperSTAR» - Филипп Киркоров — «Цвет настроения синий» | - Little Big — «Skibidi» - LOBODA — «SuperSTAR» - Ани Лорак — «Сон» - Дима Билан — «Молния» - Елена Темникова — «Не модные» - Филипп Киркоров — «Цвет настроения синий»                 |
| Прорыв года | Лучшая поп-группа |
| - HammAli & Navai - RASA - Zivert - Звонкий - Лёша Свик - Мари Краймбрери - Тима Белорусских | - А’Студио - Время и Стекло - MBAND - Artik & Asti - Градусы - Дискотека Авария |
| Лучший дуэт | Лучший рок-исполнитель |
| - Monatik feat. Надя Дорофеева — «Глубоко» - Валерия feat. Егор Крид — «Часики» - Джиган feat. Артём Качер — «ДНК» - Дима Билан feat. Polina — «Пьяная любовь» - Максим Фадеев feat. Serebro — «Притяженья больше нет» - Филипп Киркоров feat. Егор Крид — «Цвет настроения чёрный» - Филипп Киркоров feat. Николай Басков — «Ibiza» | - Ленинград - Би-2 - Диана Арбенина и Ночные снайперы - Наргиз - Мумий Тролль |
| Лучшее концертное шоу | Лучший альбом |
| - Ани Лорак — «DIVA» (СК Олимпийский) - Би-2 — «Горизонт событий» (СК Олимпийский) - Валерия — «К солнцу» (Crocus City Hall) - Леонид Агутин — «50» (СК Олимпийский) - Макс Барских — «Туманы» (Дворец спорта «Мегаспорт») - Сергей Лазарев — «N-Tour» (СК Олимпийский)                                                              | - MARUV — Black Water - Zivert — «Сияй» - Елена Темникова — «Temnikova III: Не модные» - Монеточка — «Раскраски для взрослых» - Сергей Лазарев — «The One»                              |
| Лучший хип-хоп проект | Лучшая песня на иностранном языке |
| - Feduk - Баста - Джиган - Мот - Элджей | - Emin — «Got me good» - Little Big — «Skibidi» - MALFA — «So long» - MARUV feat. Boosin — «Drunk groove» - Леонид Руденко feat. Alina Eremia & Dominique Young Unique — «Love & Lover» |
| Лучшее женское видео | Лучшее мужское видео |
| - Анна Седокова — «Шантарам» - Анна Семенович — «Стори» - Зара — «Негордая» - Ольга Бузова — «Wi-Fi» - Ирина Дубцова — «Факт» - Юлианна Караулова — «Маячки» - Полина Гагарина — «Выше головы» | - Alekseev — «Навсегда» - Emin — «Сердце пополам» - Matrang — «Медуза» - MBAND feat. Валерий Меладзе — «Мама, не горюй!» - Артур Пирожков — «Чика» - Звонкий — «Голоса»                 |
| Лучший исполнитель | Лучшая исполнительница |
| - EMIN - Валерий Меладзе - Дима Билан - Леонид Агутин - Макс Барских - Сергей Лазарев - Филипп Киркоров | - LOBODA - Ани Лорак - Валерия - Вера Брежнева - Ёлка - Кристина Орбакайте - Полина Гагарина                                                                                            |
| Трендсеттер Яндекс. Эфира | |
| - Zivert - CYGO - LOBODA - Тима Белорусских - Егор Крид | |

### Специальные номинации
- Лучший продюсер десятилетия — Иосиф Пригожин
- Лучший исполнитель десятилетия — Стас Михайлов
- Любимый артист «Woman.ru» — Егор Крид
- За вклад в развитие популярной музыки — Лолита
- За вклад в продвижение российской музыкальной культуры на международной сцене — Сергей Лазарев
- За вклад в развитие хип-хоп музыки — Децл (посмертно, награду получил его отец — Александр Толмацкий)